# Cropia bowreyi
Cropia bowreyi är en fjärilsart som beskrevs av Butler 1878. Cropia bowreyi ingår i släktet Cropia och familjen nattflyn. Inga underarter finns listade i Catalogue of Life.